# Берг-Алтена
Берг-Алтена (на немски: Berg-Altena) е средновековна фамилия, която управлява първо Графството Берг.
Графовете на Берг-Алтена са споменати в документ от император Хайнрих IV от 1101 г., който признава Адолф I от Берг като граф на Берг.
Тяхната резиденция е замъкът Берге в Алтенберг, по-късно дворецът Бург в Бург ан дер Вупер и по-късно замъкът Алтена над град Алтена на Лене (Рур).
От фамилията произлизат графските домове Ламарк (фон дер Марк), Алтена-Изенбург и Лимбург-Щирум.

## Генеалогическа схема на дома
- Графове на Берг (1077 – 1248)
  - Графове на Алтена (ок. 1161 – 1209)
    - Графове на Ламарк (фон дер Марк)
    - Графове на Алтена-Изенбург
      - Графове на Лимбург-Щирум

## Генеология на фамилията
1. Адолф I от Лотарингия, граф в Келдахгау
  1. Адолф II, граф в Келдахгау († 1091)
    1. Адолф граф на Берг (граф на Берг между 1077 и 1082) († 1082).
      1. Адолф от Берг-Хьофел, граф в Ауелгау/Зигбург (* 1035; † 1090), женен за Аделхайд от Лауфен
        1. Адолф I от Берг (Adolf de Monte) (* 1078; † 1106), женен за Аделхайд от Клеве, дъщеря на граф Рютгер II
          1. Адолф II от Берг (ок. * 1095; † 1170), 1. брак: Аделхайд от Арнсберг, дъщеря на граф Хайнрих от Ритберг, майка на Адолф. 2. брак: Ирмгард от Васербург, дъщеря на Енгелберт от Шварценберг, майка на останалите деца.
            1. Адолф († 1148) пред Дамаск
            2. Енгелберт I от Берг (* 1160, † 1189) в един Кръстоносен поход, женен за Маргарете от Гелдерн, дъщеря на граф Хайнрих II
              1. Адолф III от Берг († 1218) пред Дамиета, женен за Берт от Сайн
                1. Ирмгард от Берг, омъжена за Хайнрих IV от Лимбург (* 1200; † 1246)
                  1. Адолф IV от Берг (* 1220; † 1259), женен за Маргарете от Хохщаден (* пр. 1214; † 1314)
                    1. Енгелберт, Пропст на Кьолн
                    2. Конрад I от Берг, епископ на Мюнстер (1306 – 1310) († 25 май 1313)
                    3. Валрам, Пропст на Кьолн
                    4. Вилхелм от Берг († 1308), женен за Ирмгард от Клеве († 1319). Няма деца.
                    5. Адолф V от Берг († 1296), женен за Елизабет от Гелдерн. Няма деца.
                    6. Ирмгард от Берг (* 1255; † 1294), омъжена за Еберхард I фон Марк, Графове на Марк.
                    7. Хайнрих от Берг, господар на Виндек († 1295), женен за Агнес от Алтена, дъщеря на граф Енгелберт фон Марк.

              2. Енгелберт I от Кьолн (* 1185; † 1225), архиепископ на Кьолн

            3. Еберхард I от Берг-Алтена († 1180)
              1. Адолф I от Алтена (* 1157; † 1220), архиепископ на Кьолн
              2. Арнолд от Алтена (* 1150; † 1209), Errichter на Изенбург, женен за Мехтилд цу Щирум
                1. граф Еберхард II от Алтена и Изенберг († 1209)
                2. Фридрих от Изенберг (* 1193; † 1226), женен за Софи от Лимбург
                  1. Дитрих от Алтена-Изенберг (* 1215; † 1301), женен за Аделхайд от Сайн, основател на линиите Графове на Лимбург-Изенбург и Лимбург-Щирум

                3. Адолф I фон Марк, († 1249), основател на линията Графове на Марк, 1. брак: Лутгардис (Луитгард от Лооц), вер. дъщеря на Герхард от Лооц, 2. брак: Ирмгард от Гелдерн († сл. 1230)